# 왕위둥
왕위둥(중국어: {{{2}}}, 2006년 11월 23일 ~ )은 중국의 축구 선수로 포지션은 왼쪽 윙어이며 현재 중국 슈퍼리그 저장 FC 소속이다.